# Горбашов Олексій Борисович
Олексій Борисович Горбашов (нар. 29 листопада 1961, Люберці, Московська область) — радянський і російський музикант, гітарист.

## Біографія
Олексій Горбашов народився 29 листопада 1961 року в місті Люберці Московської області. У 1978 році закінчив середню школу і вступив до Московського інституту електронного машинобудування.
Колишня дружина - Ганна Германівна Горбашова (до шлюбу Мазурина), художниця. Син - Антон, внуки - Дмитро та Федір.

## Творчість

### Гурт «Міраж»

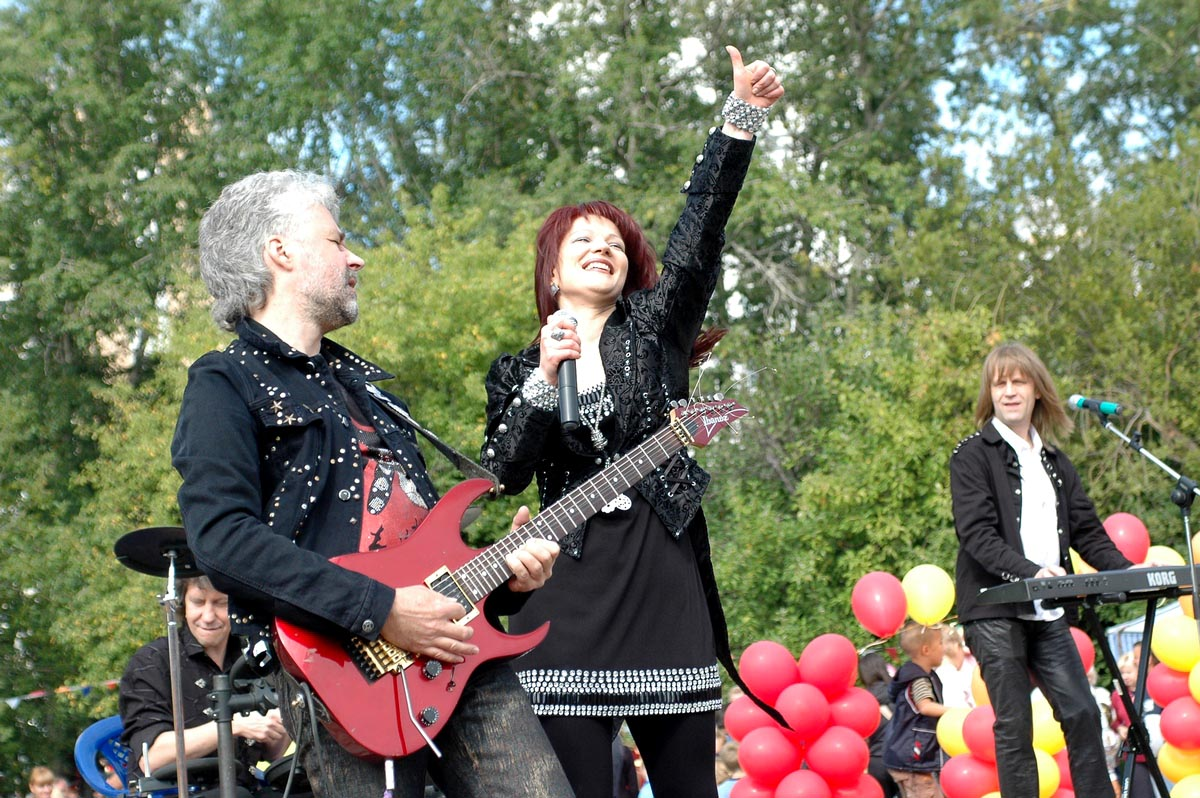
Олексій Горбашов і Катерина Болдишева. Москва, 2011 рік

У 1988 році отримав пропозицію від студії «Звук» взяти участь у створенні пісень другого альбому гурту «Міраж». Солісткою в той час була Наталя Ветлицька. В цей же час Олексій увійшов в число кращих гітаристів СРСР за результатами єдиного офіційного хіт-параду газети «Московський комсомолець». Саме в «Міражі» Олексію вдалося втілити всю свою музикальність і висловити свої авторські ідеї в самій найвищому ступені, завдяки чому гурт досі слухається так легко і з задоволенням.
З кінця 1990-х по 2004 роки гастролював з колективом «Міраж» Росією і країнами Європи, де солісткою була Катерина Болдишева. З 2004 року співпрацює в якості продюсера з голландським режисером Anthony Huiskamp.
Олексій Горбашов був одним з ініціаторів і продюсером спільного концерту всіх учасників гурту «Міраж», який відбувся 1 грудня 2004 року в СК «Олімпійський». У 2006 році цей концерт був виданий компанією «Квадро-диск» на DVD і CD «Міраж 18 років». Відео-монтаж і постпродакшн цього концерту були проведені в Нідерландах на студії Clipmaker.info Олексієм Горбашовим спільно з режисером Ентоні Хаюскампом.

### Інші проєкти
На концерті гурту «Акваріум» в лютому 1983 р МІЕМ (виданий в складі концертного альбому «Терміни та ціни» в 2012 р ) вступне слово (перша доріжка) належить Олексію Горбашову.
З 1986 по 1988 рік Олексій Горбашов працював гітаристом в гурті «Альфа».
У 1988 році в студії «Звук» і в студії Московського Палацу Молоді брав участь у записі перших пісень «Любе», Д. Малікова і ін. В 1989 році на студії «Гор-Хол» м. Талліна взяв участь у записі альбому гурту «Маленький принц».

### Теперішній час
У 2013 році представив деякі нові пісні Катерини Болдишевої, з якою співпрацює довгі роки. Нові пісні вийшли під псевдонімом Ms. Кеті. На одну з нових пісень знятий відеокліп «Ms.Кеті - Заради любові».  Режисер кліпу - голландський кліпмейкер Anthony Huiskamp. Друга пісня проекту Ms. Кеті «Я люблю тебе, лисий!» Стала Інтернет-хітом завдяки оригінальному мультфільму, створеного художниками С. Хасановою і Х. Салаєвим.  
У 2013 третій альбом гурту «Міраж» «Не вперше» за результатами продажів досяг статусу Золотий диск. Видавництво Джем, яке видає починаючи з 1994 року всі «класичні» альбоми Міража, вручило Золотий диск Олексію Горбашову і Катерині Болдишевій, як виконавцям пісень альбому. 
Олексій захоплюється фотографією.
В даний час успішно гастролює з гуртом «Міраж» з солісткою Катериною Болдишевою, Андрієм Гришиним (ударні), Сергієм Криловим (клавішні інструменти).  На сьогоднішній день тільки даний колектив має право виконання творів з репертуару гурту «Міраж» і правом на використання товарного знака «Міраж» в концертній діяльності.   

## Визнання
- 18 грудня 2006 року на традиційній новорічній зустрічі ділових кіл міста Москви виступ легендарного колективу «Міраж» завершився нагородженням Олексія Горбашова орденом «Святого Миколи II». [9]
- У квітні 2007 року на церемонії нагородження преміями за внесок в культуру і мистецтво «Кращі з кращих» був нагороджений дипломом та медаллю «Професіонал Росії».
- Має велику кількість грамот, подяк та дипломів за благодійну діяльність з організації заходів для дітей-інвалідів, сиріт, ув'язнених, військовослужбовців. [10]